# Friedrich Köchling
Friedrich Köchling, nemški general, * 22. junij 1893, † 6. junij 1970.